# ブライニクル

ブライニクルの形成解説図。（1）濃度の濃い塩水は凍らず、表層で凍るのは海水の水分だけで、海水が凍る温度を持った塩分の濃い塩水が排出される。（２）塩が濃くなり比重が重くなった濃い塩水は特定の場所から底に流れていく。（３）特定の場所から底に流れていく冷たい塩水の流れは周囲の海水を凍らせるが濃い塩水自体は凍らない。（４）筒状の氷が形成され続ける。（５）やがて海底に到達する。（６）海底の付近から周囲を凍らせ続けるシート状になる。

ブライニクル (brinicle) は拡大中の海氷の下部で形成される、塩水の降下流を内包した空洞の氷である。下向きに成長する。brine（塩水）とicicle（氷柱）のかばん語で、英語圏ではice stalactite（氷の鍾乳石）としても知られる。別名死の氷柱と呼ばれる。
極海に於いては、海水が凍結する際に濃い塩水が生み出され、極めて低温かつ濃度の高い塩水の降下流が発生する。この塩水は周囲の水より低い融点を持つ。この降下流が周囲の海水と接触すると、その低温により即座に周囲に氷が形成される。このようにして作り出される空洞の氷柱がブライニクルである。

## 形成
海水中での氷の形成には顕著な特徴がみられる。海水が凍結する際、ほとんどの不純物は氷から除かれる(海水からできた氷はその海水自体と比べてさえ純粋である)。塩やその他のイオンが除かれた結果、海氷は非常にポロシティが高い、スポンジのような構造になる。これは淡水の凍結とは大きく異なる点である。
海水が凍結し塩分が氷から排出されるにつれ、周囲の水はより塩分濃度が高くなる。これにより融点は低下し、密度は上昇する。融点の低下によりこの水はすぐに凍ることなく液相をとどめる。また、密度の上昇によりこの水の層は沈下する。この過程でbrine channelsと呼ばれる小さなトンネルが海氷に形成される。このような状況下でブライニクルは形成される。
この低温の塩水が海氷の下の海水に到達すると、さらに氷が形成される。このとき塩水の濃度は低下する、なぜならその塩分濃度の高さにより周囲の水が誘引されるからである。この新しく誘引された水は塩水の低温により凍結する。brine channelsが比較的均等に分布するときはこの氷群も下へ向けて均等に成長する。しかし、brine channelsが狭いエリアに集中しているときはこの低温の塩水(この時極度に塩分濃度が高いため通常の融点では凍結しない)の降下流は周囲の海水と相互作用する。ちょうど火から高温の空気が立ち上るように、この塩水は沈下する。その外縁部には冷却された周囲の水が凍結し氷の層が形成されていく。このようにして形成されたブライニクルは塩水の下向きの流れを内包しているという意味で、逆さにした煙突に似ている。
十分に厚くなると、ブライニクルは自発的に維持し始める。「降下流」の周囲に氷が集まるにつれ断熱層が形成され、塩水の拡散及び伝熱を妨げる。その結果、この氷の層は塩水の流れとともに下向きに成長する。内壁の温度は塩水の塩分濃度に依存するため、ブライニクルが成長し塩水が氷を形成するほど冷たくなくなると内壁は溶け始め、塩水は希釈され、再び融点まで冷却される。これは表裏を入れ替えた「つらら」に似ている。つららは低温の空気が水を凍らせて氷の層を作るが、ブライニクルは低温の水が周囲の水を凍らせ、さらに下へ成長していくのである。このようにブライニクルはさらに氷を作り出し、さらに長くなる。
ブライニクルのサイズは水深、発生元となった海氷の成長、または周囲の水それ自体により制限される。2011年、ブライニクルの形成が初めて録画された。ブライニクル内部の水の塩分濃度は気温に依存することが知られており、気温が低いほど塩分濃度は高くなる。2014年1月、白海の岸に於いて、気温-1 °Cでブライニクル内部の塩分濃度は30 - 35PSUであった。また、このとき海中の塩分濃度は28 PSUであった。しかし気温-12 °Cではブライニクル内部の塩分濃度は120 - 156PSUまで増加した。

## 構造
ブライニクルは形成される際には海氷層の下部から伸びる氷の筒に似ている。筒の内部は上部の海氷の成長にともなって発生した極めて低温かつ塩分濃度の高い水がbrine channelsを通して満たされている。発生したばかりのブライニクルは非常にもろい（内壁は薄く大部分はただの塩水の流れであり、これが周囲の水と接触することで成長の維持および融解の阻害が起こる）。しかしながら、周囲に氷が形成されブライニクルが太くなるとブライニクルは安定してくる。
適切な状況下に於いてブライニクルは海底まで到達することが可能である。このためには海氷から塩水が流れ続け、周囲の水はこの塩水よりも塩分濃度が大幅に低く、水深は深すぎず、海氷は流れておらず、周囲の水流は無いか有っても極めて弱いものである必要がある。周囲の水の塩分濃度が高すぎるとその融点は塩水の周囲に十分な量の氷ができるには低くなりすぎる。また、もし水深が深すぎるとブライニクルは海底に到達する前に自壊する。海氷が流れているか水流が強すぎると変形により破壊される。
適切な条件（海底の地形も含む）が満たされたとき、塩水溜まりが形成される。しかし、冷水湧出帯によってできる塩水だまりとは違い、ブライニクルによってできるそれは塩水の供給がやがて停止することから、一時的なものとなる。
海底まで到達しても、ブライニクルは周囲の水を凍らせ続ける。塩水は海底に沿って下れる限り下っていき、その終点が塩水だまりとなる。ヒトデやウニを含む海底に棲息する生物はこの拡大するブライニクルに捕らえられ、最終的には凍結し、死に至る。

## 歴史
ブライニクルは1960年代からその存在が知られており、1974年イギリスの海洋学者Seelye Martinによって形成モデルが提唱され、一般的に受け入れられた。ブライニクルの形成は2011年、BBCのシリーズ番組フローズン プラネットとして、プロデューサーKathryn Jeffs、カメラマンHugh Miller、写真家Doug Andersonによって撮影された。